# League of Legends Championship of The Americas
League of Legends Championship of The Americas (viết tắt: LTA, tiếng Việt: Giải vô địch thể thao điện tử Liên Minh Huyền Thoại Châu Mỹ), là giải đấu thể thao điện tử Liên Minh Huyền Thoại chuyên nghiệp duy nhất dành riêng cho các đội tuyển thể thao điện tử LMHT ở khu vực Châu Mỹ, bao gồm Hoa Kì, Canada, Mỹ Latin và Caribe. Giải đấu được điều hành bởi Riot Games và có 16 đội được chia thành hai khu vực Bắc và Nam. Mỗi mùa giải hàng năm được chia thành ba giai đoạn (split), với vòng loại trực tiếp diễn ra giữa các đội đứng đầu. Vào cuối mỗi giai đoạn, các đội xuất sắc nhất sẽ giành quyền tham dự ba giải đấu quốc tế – đội vô địch giai đoạn 1 sẽ giành vé đến First Stand, hai đội đứng đầu khu vực trong giai đoạn 2 sẽ tham dự Mid-Season Invitational, và ba đội đứng đầu của giai đoạn 3 sẽ giành suất dự Chung Kết Thế Giới hàng năm.
Giải đấu ban đầu được công bố vào tháng 6 năm 2024 dưới dạng sáp nhập giữa ba giải đấu khu vực ở Châu Mỹ – League Championship Series (LCS), Campeonato Brasileiro de League of Legends (CBLOL) và Liga Latinoamérica (LLA). LCS là nền tảng của khu vực Bắc (LTA North), trong khi CBLoL tạo nên nền tảng cho khu vực Nam (LTA South). Mỗi giải đấu trong hai khu vực này có 6 đội đối tác được chọn tham dự mùa giải đầu tiên của LTA, trong khi LLA cung cấp thêm hai đội, mỗi đội cho một khu vực. Ngoài ra, một đội bổ sung từ LLA (ở khu vực Nam) và một đội từ giải hạng hai Bắc Mỹ – North American Challengers League (ở khu vực Bắc) – sẽ là các đội khách mời và phải tham gia vòng thăng hạng – trụ hạng vào cuối mùa giải để có cơ hội tiếp tục thi đấu tại LTA.
Ngoại trừ một số sự kiện lưu động, toàn bộ các trận đấu của LTA đều được tổ chức trực tiếp tại hai địa điểm – cả hai đều có tên Riot Games Arena: một ở Los Angeles, Hoa Kỳ dành cho khu vực Bắc và một ở São Paulo, Brazil dành cho khu vực Nam. Bên cạnh một lượng khán giả trực tiếp nhỏ tại nhà thi đấu, tất cả các trận đấu đều được phát trực tiếp trên Twitch và YouTube.

## Thể thức thi đấu
Bắt đầu từ Mùa Giải 2025, LTA thi đấu theo thể thức sau:
Mùa giải 2025 gồm 3 giai đoạn chính: Giai đoạn 1, Giai đoạn 2 và Giai đoạn 3. Và thể thức cấm chọn của cả mùa giải 2025 là thể thức Fearless Draft.

#### Giai đoạn 1
- Vòng bảng :
  - 2 khu vực Bắc và Nam thi đấu riêng trong khu của mình.
  - Mỗi khu vực đều có 8 đội tham gia thi đấu.
  - Thi đấu theo thể thức Loại kép.
  - Tất cả các trận đấu thi đấu theo thể thức BO3, riêng Vòng 3 thi đấu theo thể thức BO1.
  - 4 đội có thành tích tốt nhất mỗi khu vực lọt vào vòng loại trực tiếp.
- Vòng loại trực tiếp :
  - 8 đội tham gia thi đấu.
    - 4 đội khu vực Bắc.
    - 4 đội khu vực Nam.

  - Thi đấu theo thể thức Loại trực tiếp.
  - Tất cả các trận đấu thi đấu theo thể thức BO3, riêng trận chung kết thi đấu theo thể thức BO5.
    - Đội vô địch Giai đoạn 1 đại diện cho LTA tham dự giải đấu quốc tế đầu tiên trong năm 2025 mang tên First Stand.

#### Giai đoạn 2
Ở giai đoạn 2, 2 khu vực Bắc và Nam tách ra thi đấu riêng lẻ. Tuy nhiên, thể thức thi đấu của cả 2 khu vực giống nhau.
- Vòng phân bảng :
  - 8 đội tham gia thi đấu theo thể thức vòng tròn 1 lượt.
  - Tất cả các trận đấu thi đấu theo thể thức BO1.
  - Các đội được chia thành 2 bảng, dựa theo hệ thống "rắn" (snake system).
- Vòng bảng :
  - 8 đội tham gia thi đấu theo thể thức vòng tròn 1 lượt.
  - Tất cả các trận đấu thi đấu theo thể thức BO3.
- Vòng đấu chéo bảng :
  - Đội đứng đầu bảng A thi đấu với đội đứng đầu bảng B để tranh thứ hạng 1-2.
  - Đội đứng thứ hai bảng A thi đấu với đội đứng thứ hai bảng B để tranh thứ hạng 3-4.
  - 2 đội đứng cuối bảng A thi đấu với 2 đội đứng cuối bảng B để tranh thứ hạng 5-6, 2 đội thua bị loại.
  - Tất cả các trận đấu thi đấu theo thể thức BO3.
  - 6 đội từ hạng 1 đến hạng 6 lọt vào Vòng loại trực tiếp.
- Vòng loại trực tiếp :
  - 6 đội thi đấu theo thể thức Loại kép.
    - 4 đội từ hạng 1 đến hạng 4 bắt đầu ở nhánh thắng.
    - 2 đội còn lại bắt đầu ở nhánh thua.

  - Tất cả các trận đấu thi đấu theo thể thức BO5.
  - Đội vô địch khu vực Bắc trở thành hạt giống số 1 và đội vô địch khu vực Nam trở thành hạt giống số 2 của LTA tại Mid-Season Invitational.

#### Giai đoạn 3
- Vòng bảng :
  - 2 khu vực Bắc và Nam thi đấu riêng trong khu của mình.
  - Mỗi khu vực đều có 8 đội tham gia thi đấu.
  - Thi đấu theo thể thức "Chọn và Chơi" ("Pick and Play")
    - Các cặp đấu Tuần 1 được xác định dựa trên thứ hạng ở Giai đoạn 2.
    - Trong Tuần 2–3, các đội có thành tích kém nhất chọn đối thủ có thành tích tốt hơn để thi đấu.
    - Trong Tuần 4–6, các đội có thành tích tốt nhất chọn đối thủ để thi đấu.
    - Bắt đầu loại trực tiếp từ Tuần 4, với hai đội bị loại ở Tuần 4, hai đội ở Tuần 5 và một đội ở Tuần 6.

  - Các trận đấu từ Tuần 1–3 thi đấu theo thể thức BO3, Các trận đấu từ Tuần 4–6 thi đấu theo thể thức BO5.
  - Ba đội đứng đầu lọt vào Vòng Vô địch Khu vực (Regional Championship).
- Vô địch Khu vực :
  - 6 đội tham gia thi đấu theo thể thức Loại kép.
    - 3 đội khu vực Bắc.
    - 3 đội khu vực Nam.

  - Tất cả các trận đấu thi đấu theo thể thức BO5.
  - 3 đội có thành tích tốt nhất trở thành đại diện của LTA tại Chung Kết Thế Giới.

## Danh sách đội tuyển
Các đội được in nghiêng là những đội khách mời, các đội này phải thi đấu thăng hạng vào cuối mỗi mùa giải.

### LTA Bắc
Danh sách các đội tuyển tham gia LTA Bắc năm 2025.
| Đội               | Xuất hiện lần đầu tại LTA | Đội hình     | Đội hình  | Đội hình   | Đội hình    | Đội hình | HLV        |
| Đội               | Xuất hiện lần đầu tại LTA | Đường Trên   | Đi Rừng   | Đường Giữa | Đường Dưới  | Hỗ Trợ   | HLV        |
| ----------------- | ------------------------- | ------------ | --------- | ---------- | ----------- | -------- | ---------- |
| 100 Thieves       | 2025                      | Sniper       | River     | Quid       | FBI         | Eyla     | Goldenglue |
| Cloud9            | 2025                      | Thanatos     | Blaber    | Loki       | Zven        | VULCAN   | Reapered   |
| Dignitas          | 2025                      | Srtty        | Sheiden   | Keine      | Tomo        | Isles    | Rigby      |
| Disguised         | 2025                      | Castle       | eXyu      | Abbedagge  | ScaryJerry  | huhi     | Mash       |
| FlyQuest          | 2025                      | Bwipo Gakgos | Inspired  | Quad       | Massu Arrow | Busio    | Nukeduck   |
| Lyon Gaming       | 2025                      | Licorice     | Oddielan  | Saint      | Hena        | Lyonz    | Khymm      |
| Shopify Rebellion | 2025                      | Fudge        | Contractz | Palafox    | Bvoy        | Ceos     | Reven      |
| Team Liquid       | 2025                      | Impact       | UmTi      | APA        | Yeon        | CoreJJ   | Spawn      |

### LTA Nam
Danh sách các đội tuyển tham gia LTA Nam năm 2025.
| Đội             | Xuất hiện lần đầu tại LTA | Đội hình   | Đội hình  | Đội hình   | Đội hình   | Đội hình | HLV       |
| Đội             | Xuất hiện lần đầu tại LTA | Đường Trên | Đi Rừng   | Đường Giữa | Đường Dưới | Hỗ Trợ   | HLV       |
| --------------- | ------------------------- | ---------- | --------- | ---------- | ---------- | -------- | --------- |
| Fluxo W7M       | 2025                      | Hidan      | Ganks     | Fuuu       | Marvin     | Guigs    | Bp        |
| FURIA           | 2025                      | Guigo      | Tatu      | Tutsz      | Ayu        | JoJo     | Thinkcard |
| Isurus Estral   | 2025                      | Summit     | Josedeodo | Mireu      | Snaker     | Ackerman | Yang      |
| Vivo Keyd Stars | 2025                      | Boal       | Disamis   | Kisee      | Morttheus  | Trymbi   | SeeEl     |
| Leviatan        | 2025                      | Zothve     | SCARY     | cody       | ceo        | ProDelta | Von       |
| LOUD            | 2025                      | Robo curty | Shini     | tinowns    | Route      | RedBert  | Sephis    |
| PaiN Gaming     | 2025                      | Wizer      | CarioK    | Roamer     | TitaN      | Kuri     | Sarkis    |
| RED Canids      | 2025                      | fNb        | Aegis     | Mago       | Brance     | frosty   | Coelho    |

## Kết quả
| Năm  | Quán quân giai đoạn 1 | Quán quân giai đoạn 2 LTA Bắc | Quán quân giai đoạn 2 LTA Nam | Quán quân Vòng loại khu vực | No. |
| ---- | --------------------- | ----------------------------- | ----------------------------- | --------------------------- | --- |
| 2025 | Team Liquid           | FlyQuest                      | FURIA                         |                             | 16  |

## Quan ngại và tranh cãi

### Thể thức giai đoạn 1
Sau khi thể thức giải đấu được công bố, nhiều người hâm mộ đã bày tỏ lo ngại về “việc thiếu các trận đấu mang tính cạnh tranh” trong khuôn khổ giải, cụ thể là thể thức nhánh đấu loại trực tiếp giữa hai khu vực ở giai đoạn 1 chỉ có duy nhất một trận BO5, đó là trận chung kết, trong khi tứ kết và bán kết chỉ diễn ra theo thể thức BO3. Bên cạnh đó, một điểm chỉ trích khác là việc không áp dụng thể thức Loại kép (Double Elimination) , vốn từng được sử dụng tại League Championship Series (LCS) trong mùa giải cuối cùng.
Hiện tại, LTA là giải đấu hạng nhất duy nhất không áp dụng thể thức Loại kép, trái ngược với các giải đấu hạng nhất khác. Cụ thể, đây cũng là giải đấu duy nhất chỉ có một trận đấu BO5 ở giai đoạn 1, trong khi các giải đấu khác như LCK (Hàn Quốc), LPL (Trung Quốc) LEC (EMEA) và LCP (APAC) đều triển khai thể thức Loại kép và tổ chức nhiều trận BO5 hơn.

### Chênh lệch trình độ
DTrong loạt trận tứ kết liên khu vực của giai đoạn 1, tất cả các đội khu vực LTA Bắc đều giành chiến thắng trong loạt BO3 trước các đội LTA Nam với tổng tỉ số ván là 8-1. Isurus Estral là đội duy nhất từ khu vực Nam giành được một ván thắng, trong trận đấu với Team Liquid. Trước kết quả áp đảo này, nhiều người hâm mộ đã chỉ trích sự chênh lệch trình độ giữa các đội tuyển khu vực Bắc và Nam.
Trong một buổi livestream trên Twitch, huấn luyện viên trưởng hiện tại của Los Ratones và cựu bình luận viên Marc "Caedrel" Lamont đã chỉ trích không chỉ thể thức thi đấu của giai đoạn 1 mà còn cả khoảng cách trình độ giữa các đội tuyển thuộc khu vực LTA Bắc và LTA Nam. Anh cảnh báo rằng nếu sự chênh lệch này tiếp tục gia tăng, người hâm mộ ở khu vực LTA Nam có thể dần mất hứng thú với bộ môn Liên Minh Huyền Thoại chuyên nghiệp.